# Youssef Achour
Youssef Achour (Tizi Ouzou, 7 de setembre de 1914 - Louveciennes, 15 de desembre de 1992) va ser un polític algerià, senador de la Cinquena República francesa.

## Biografia
Youssef Achour es va llicenciar en dret i poc després es va incorporar a l'exèrcit francès, en el que va servir entre 1939 i 1940. Després de la guerra fou elegit sotsprefecte d'Alger, circumscripció per la que fou elegit senador al Senat francès el 31 de maig de 1959. Va ocupar el càrrec fins al 4 de juliol de 1962, quan es va proclamar la independència d'Algèria. Es va establir a França, on fou guardonat com a oficial de l'Orde del Mèrit Agrícola. El 1967 fou vicepresident de l'Acadèmia Berber. Va morir a Louveciennes el 15 de desembre de 1992.